# Джон Рос
Вижте пояснителната страница за други личности с името Рос.
Сър Джон Рос (на английски: John Ross) е шотландски военен офицер и полярен изследовател.

## Произход и военна кариера (1777 – 1818)
Роден е на 24 юни 1777 година в град Инч, исторически окръг Уигтауншир, Югозападна Шотландия, в семейство на пастор. Още на 9-годишна възраст е зачислен във флота като юнга. Плава в Средиземно море на търговски кораби, а след това се прехвърля във военноморския флот и през 1805 е вече лейтенант и участва в морски сражения срещу Франция.

## Експедиционна дейност (1818 – 1833)

### Първа експедиция за търсене на Северозападния проход (1818)
На 22 юни 1818 на корабите „Изабела“ и „Александър“, втория под командването на Уилям Едуард Пари, възобновява след близо 200-годишно прекъсване търсенето на Северозападния проход.
През юни изследва западното крайбрежие на Гренландия и поправя съществуващата дотогава карта още от времето на Джон Дейвис и Уилям Бафин. На 8 август на 76º с.ш. вторично открива залива Мелвил (североизточната част на Бафиновия залив) и на 19 август достига до 76º 54` с.ш. в протока Смит, който приема за залив и на 21 поема на югозапад. На 26 август в източния вход на протока Джонс, който също приема за залив, открива остров Коберг (75°58′ с. ш. 79°20′ з. д. / 75.966667° с. ш. 79.333333° з. д.). В края на август плава на запад в протока Ланкастър до 80º 37` з.д. Изследва частично североизточното крайбрежие на Бафинова земя и на 69°10′ с. ш. 67°59′ з. д. / 69.166667° с. ш. 67.983333° з. д. открива залива Изабела. В средата на ноември 1818 корабите се завръщат в Англия.
Експедицията на Джон Рос не постига очакваните резултати и британското правителство отказва да спонсорира нова експедиция за търсене на Северозападния проход. Поради тази причина Рос е принуден да търси частни спонсори за ново плаване в Арктика и на призива му откликва Феликс Бут – собственик на пивоварни заводи и шериф на Лондон.

### Втора експедиция за търсене на прохода (1829 – 1833)
През 1829 – 1833 на парния кораб „Виктория“ (150 т) и екипаж от 23 души извършва нова експедиция за търсене на Северозападния проход. В края на май 1829 напуска Англия, заобикаля от север Бафинова земя и през протока Ланкастър на 13 август навлиза на юг в протока Принц Риджънт. През август изследва източното крайбрежие на остров Съмърсет и се придвижва на юг до 70° с.ш., като по този начин открива източното крайбрежие на п-ов Бутия и на изток от него – залива Бутия (70°00′ с. ш. 89°00′ з. д. / 70° с. ш. 89° з. д.). Зимува в малък залив на югоизточното крайбрежие на полуострова на 70°08′ с. ш. 92°14′ з. д. / 70.133333° с. ш. 92.233333° з. д., който залив се оказва капан за кораба. Нито през лятото на следващата 1830, нито през 1831, корабът успява да се освободи от ледения плен. На май 1832, след като експедицията прекарва две години и половина в капана, корабът е изоставен и екипажът с шейни и лодки тръгва на север покрай източния бряг на полуострова, където на нос Фюри (72°43′ с. ш. 92°17′ з. д. / 72.716667° с. ш. 92.283333° з. д.) провежда четвърто зимуване. Рос и неговите хора не умират от глад благодарение на запасите оставени там от Уилям Едуард Пари през 1825. През лятото на 1833 Рос и неговите хора се добират до протока Ланкастър и с лодки продължават на изток. В източния край на протока на 29 август се срещат с военен кораб, който е изпратен да ги търси и с него се завръщат в Англия.
За постигнатите резултати в Арктика през 1834 Джон Рос е удостоен с рицарско звание и награден със златни медали от Британското и Френското географски дружества.

## Следващи години (1833 – 1856)
През 1850 участва в спасителна експедиция за търсене на Джон Франклин. През 1851 е произведен в контраадмирал.
Умира на 30 август 1856 година в Лондон на 79-годишна възраст.

## Памет
Неговото име носят:
- връх Рос (77°50′ с. ш. 77°40′ з. д. / 77.833333° с. ш. 77.666667° з. д.) на остров Източен в Канадския арктичен архипелаг източно от остров Елсмиър;
- нос Рос (68°31′ с. ш. 111°10′ з. д. / 68.516667° с. ш. 111.166667° з. д.) на южния бряг на остров Виктория в Канадския арктичен архипелаг;
- нос Рос (74°55′ с. ш. 107°15′ з. д. / 74.916667° с. ш. 107.25° з. д.) на югоизточния бряг на остров Мелвил в Канадския арктичен архипелаг;
- полуостров Рос (69°35′ с. ш. 91°20′ з. д. / 69.583333° с. ш. 91.333333° з. д.) на източния бряг на п-ов Бутия в Северна Канада.

## Съчинения
- Narrative of a second voyage in search of a North-West passage and of a residence of the Arctic regions during the years 1829 – 33 (v. 1 – 2, 1835).